# Stade de la Vallée du Cher

Le stade de la Vallée du Cher est un stade situé à Tours dans le département de l'Indre-et-Loire. Inauguré en 1978, il fut principalement utilisé par le Tours Football Club et sa capacité est de 13 000 places.

## Histoire
Le Stade de la Vallée du Cher est inauguré le 2 septembre 1978 lors d' un match de championnat de Division 2 entre le FC Tours et Amiens. La première année, seule la première tranche est ouverte, elle offrait une capacité de 8 000 places. La deuxième tranche sera inaugurée l’année suivante, et portera la capacité de l’enceinte à 22 000 places. Auparavant, le FC Tours utilisait le vieux stade de Grandmont, alors principal stade de la ville de Tours, situé en bordure de la nationale 10 en direction de Poitiers et Bordeaux.
Au cœur des années 1980, le club évoluera 4 saisons au sein de l’élite. Le record d'affluence sera battu avec 21 595 spectateurs pour un match de championnat opposant le FC Tours à l'AS Saint-Etienne le vendredi 29 mai 1981. Le stade a aussi accueilli le match entre Tours et Lyon (0-1) lors des 32es de finale de la Coupe de France en 2000.
Le 30 juillet 1998, le stade de la Vallée du Cher accueille la finale du Trophée des Champions opposant alors le Racing Club de Lens, champion de France 1997-1998 face au Paris Saint-Germain, vainqueur de la Coupe de France 1997-1998 face à ces mêmes Lensois. Le Paris Saint-Germain, entraîné par Alain Giresse l'emporte 1 à 0 grâce à un but de Yann Lachuer inscrit à la 54ème minute. C'est la deuxième fois que le Paris Saint-Germain remporte le Trophée des Champions, après sa victoire en 1995 face au FC Nantes.
La mise en place des nouvelles normes de sécurité impose la fermeture des deux virages au public ainsi qu'une diminution de la capacité d'accueil du stade. Les quelques travaux nécessaires à la mise en conformité (installation d’une nouvelle rampe d’accès, agrandissement des escaliers pour les tribunes latérale, nord et sud) ont été achevés dans les années 2000. En 2010, la ville et le club décident de réaménager le virage nord vétuste, en une tribune tubulaire couverte de 5 000 places assises plus proche de la pelouse. Cette nouvelle tribune aux sièges bleus ciel et blancs, est inaugurée le 14 janvier 2012, lors du match de championnat de France de Ligue 2, opposant le Tours FC et Sedan. Le stade de la Vallée du Cher offre aujourd'hui une capacité de 13 000 places.
Lors de l'Euro 2016 de football, le stade de la Vallée du Cher a accueilli un entraînement ouvert au public de l'équipe de la République tchèque. En septembre 2023, à l'occasion de la Coupe du Monde de rugby organisée en France, l'équipe d'Irlande, qui avait choisi la ville de Tours comme camp de base, s'est entraîné publiquement devant près de 12 000 personnes.

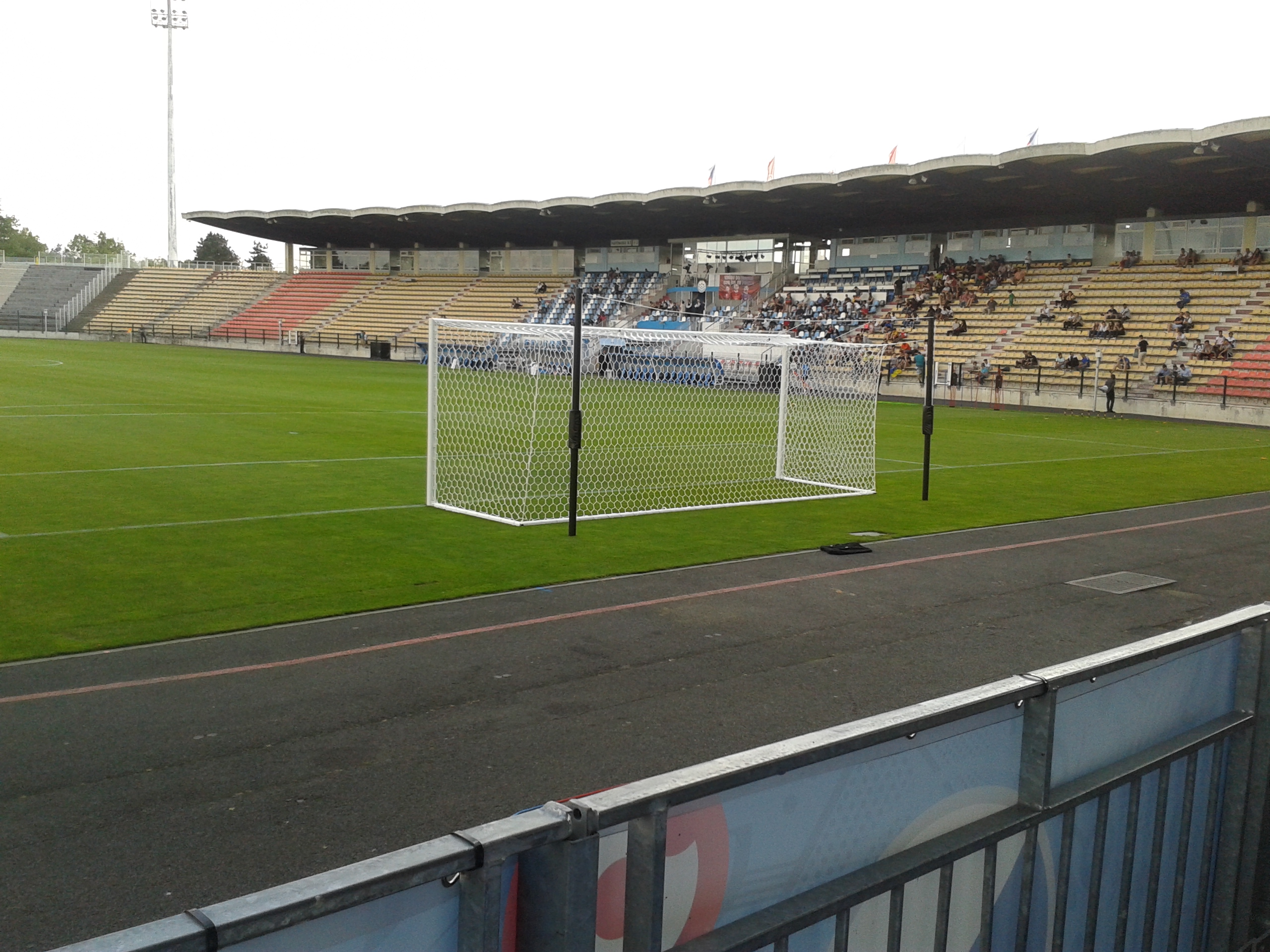
Tribune d'Honneur du Stade de la Vallée du Cher, lors de l'entraînement public de l'équipe de la République Tchèque là l'occasion de l'Euro 2016.
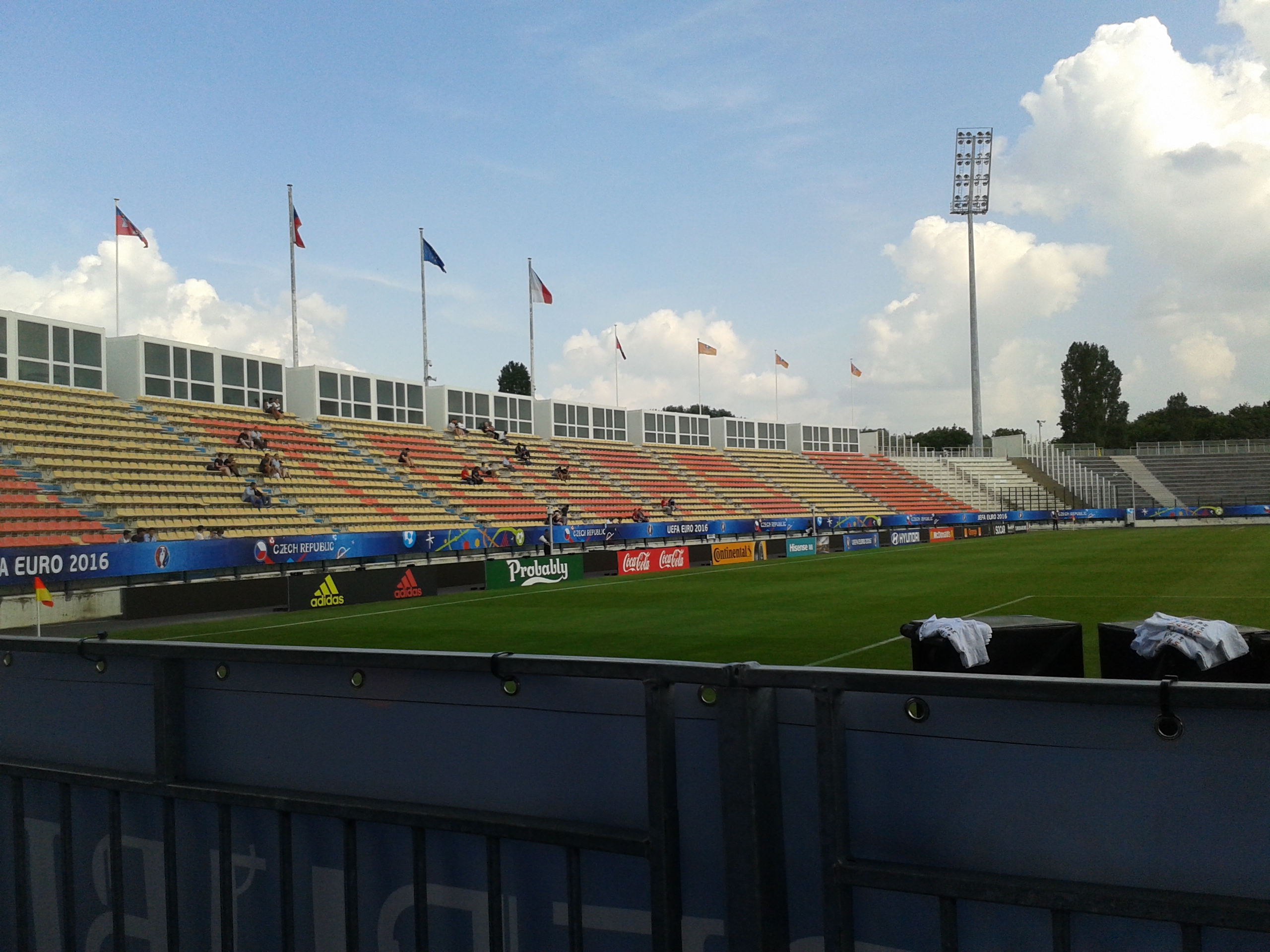
Tribune première du Stade de la Vallée du Cher, lors de l'entraînement public de l'équipe de la République Tchèque à l'occasion de l'Euro 2016.